# 石武客运专线
石武客运专线是中国一条连接河北省石家庄市与湖北省武汉市的高速铁路，是中国“四纵四横”铁路快速客运通道网络中京广高速铁路的组成部份。该线全长840.7公里，投資估算總額为1167.6億元，于2008年10月15日开始建造，郑州至武汉段于2012年9月28日通车，石家莊至鄭州東站段於2012年12月26日通車，列车最高营运时速350公里，来往石家莊市至武漢的时间，由以往的7.8小时缩短至3.3小时，设计单向年输送旅客8000万人次。

石武客运专线線路圖

石武客运专线绝大部分路段均采用无砟轨道，为减少土地使用量，全线以高架桥梁线路为主，桥隧比达81%。
2020年由于武汉及湖北省内爆发2019冠状病毒病疫情，自1月24日起，石武客运专线及武广客运专线(京广高速铁路)湖北省内所有车站停运，涉及石武客专孝感北站、武汉站两个车站，除经批准的抗疫人员之外停止售票及旅客乘降。不过在3月28日零时起，武汉站正式恢复办理到达业务。4月8日零时起，全面恢复到发业务。
2022年6月20日：京广高铁北京至武汉间率先常态化按时速350公里高标运营。